# Jean-François Soulet
Jean-François Soulet (ur. 1942) – francuski historyk, sowietolog.
Profesor historii na Uniwersytecie Toulouse-Le Mirail. Jest specjalistą w dziedzinie historii porównawczej świata komunistycznego i dziejów społeczeństwa obywatelskiego.

## Publikacje
- avec Jean Chiama, Histoire de la dissidence : oppositions et révoltes en URSS et dans les démocraties populaires, de la mort de Staline à nos jours, Paris, Éditions du Seuil, 1982.
- L'Histoire immédiate, Presses universitaires de France, coll. « Que sais-je ? », 1989, 127 p.
- Histoire comparée des États communistes de 1945 à nos jours, Armand Colin, coll. « U », 1996, 404 p.
- avec Sylvaine Guinle-Lorinet, Le Monde depuis la fin des années 60, Armand Colin, coll. « U », 1998, 284 p.
- L'Empire stalinien. L'URSS et les pays de l'Est depuis 1945, Livre de poche, coll. « Références », 2000, 254 p.
- La Révolte des citoyens, Privat, coll. « Questions d'histoire immédiate », 2001, 125 p.
- La Mort de Lénine : l'implosion des systèmes communistes, Armand Colin, coll. « Histoires », 2003, 276 p.
- Les Pyrénées au XIX siècle, l'éveil d'une société civile, Sud Ouest, coll. « Références », 2004, 765 p.
- Soleil d'hiver, PyréGraph Éditions, 2005 (roman).
- La Vie dans les Pyrénées du XVI au XVIII siècle, Cairn, coll. « La vie au quotidien », 2006, 280 p.
- Histoire de l'Europe de l'Est, de la Seconde Guerre mondiale à nos jours, Armand Colin, coll. « U. Histoire », 2006, 263 p; (seconde édition, 2011, 304 p.)
- L'histoire immédiate : historiographie sources et méthodes, Armand Colin, coll. « U. Histoire », 2009, 248 p.
- Les tourments de l’Abbé Combes, roman, Cairn, 2011, 216 p.
- Le Fouga Magister piloté par votre fils s'est abîmé en mer ce matin, roman, Cairn, Collection Fiction-Sud,  2015, 164 p.

## Publikacje w języku polskim
- Odnowa społeczeństwa obywatelskiego w świecie w ostatnim dwudziestoleciu XX wieku, tł. Leszek Kuk, "Klio" (Toruń), nr 4 (2003), s. 55-80.